# カトリーナ陽子
カトリーナ 陽子（カトリーナ ようこ、1998年1月10日 - ）は、日本のものまねタレントである。フィリピンと日本のハーフ。

## 略歴
小さい頃一緒に暮らしていた祖母の影響で、山口百恵の歌を良く耳にし、歌まねをするようになる。
2013年9月、幼い頃から夢見ていた芸能界を目指す為にワタナベエンターテイメントスクールに通い始める。定食屋で働いていた時期に周りから山口百恵のデビュー当時の顔に似ていると言われ、幼い頃の経験もありものまねを始めるようになる。
2014年6月、本格的にものまねタレントとして活動を開始する。
2014年10月、ワタナベエンターテイメントスクールを卒業。ものまねショーレストランそっくり館キサラにも不定期であるが出演するようになる。ものまねレパートリーは山口百恵だけでは無く、aiko・あいみょん・絢香など多才である。
2016年5月、爆笑そっくりものまね紅白歌合戦スペシャル（フジテレビ）に出演し山口百恵のものまねをテレビ初披露。
2017年5月、株式会社リアムに所属
2019年8月、アーティスト【カトリーナ陽子】として活動開始
オリジナル曲「Dream girl」リリース(作詞カトリーナ陽子)
2020年1月10日　初のワンマンライブを開催
2024年、現在所属事務所は株式会社リアム

## 出演

### 2015年
- ごごたま（テレビ埼玉、5月18日 - ）
- ミュージャック（関西テレビ放送、10月16日 - ）
- ナカノチャンネル（通販番組、10月 -　）

### 2016年
- ニノさん（日本テレビ、1月31日 - ）
- 爆笑そっくりものまね紅白歌合戦スペシャル（フジテレビ、5月6日 - ）
- ダウンタウンDX（読売テレビ、8月4日 - ）

### 2019年
- 有田哲平の夢なら醒めないで（日本テレビ、1月22日）

### 2020年
- NHKバーチャル紅白歌合戦（NHK総合テレビジョン、1月1日）
- 今夜くらべてみました（日本テレビ、11月11日）

### 2022年
- 熱唱!ミリオンシンガー（日本テレビ、2022年3月8日）

## ディスコグラフィー

### 配信限定シングル
| 発売日         | タイトル     | レーベル           |
| -------------- | ------------ | ------------------ |
| 2023年10月29日 | Take my hand | ACRO.POLIS Records |
| 2023年11月26日 | The Burning  | ACRO.POLIS Records |
| 2023年12月28日 | 歌にのせて   |                    |